# Auneau
Auneau era una comuna francesa situada en el departamento de Eure y Loir, de la región de Centro-Valle de Loira, que el 1 de enero de 2016 pasó a ser una comuna delegada de la comuna nueva de Auneau-Bleury-Saint-Symphorien al fusionarse con la comuna de Bleury-Saint-Symphorien.

## Demografía
| Gráfica de evolución demográfica de Auneau entre 1800 y 2013 |
|                                                              |

Los datos demográficos reproducidos en este gráfico de la comuna de Auneau se han tomado de 1800 a 1999 de la página francesa EHESS/Cassini, y los demás datos de la página del INSEE.